# Икономика на даровете
Икономика на даровете (на английски: gift economy) или култура на даровете (gift culture) е модел на размяна, в който благата не се търгуват или продават, а се подаряват без експлицитен договор за отплата в текущия или в бъдещ момент от време. Икономиката на даровете се различава от бартерната и от пазарната икономика, в които стоките и услугите се разменят срещу други стоки и услуги, или пари.
Изследванията на икономиките на даровете започват от полския антрополог Бронислав Малиновски, който по време на Първата световна война изучава и описва особените разменни взаимоотношения („кула“) на жителите на Тробрианските острови. „Кула“ имат вид на икономика на даровете, тъй като членовете на племето изминават големи разстояния в опасни морета, за да дадат в дар на племето си смятаните за ценни предмети без гаранция за възвръщаемост. Дебата на Малиновски с френския антрополог Марсел Мос по темата установява сложността на проблематиката за размяната на дарове и води до въвеждането на серия термини като „реципрочност“, „неотчуждима собственост“ и „престация“, необходими за разграничаване на различните форми на размяна.
Според антрополозите Морис Блох и Джонатан Пари, в икономиката на даровете най-голям интерес представлява неформализираната връзка между пазарната и непазарната размяна. Според някои изследователи, икономиките на даровете изграждат общности и взаимоотношения, на които пазарните принципи действат „разяждащо“.
Икономиката на даровете се различава от другите форми на размяна по ред принципни положения, например по вида права, които подаряваните обекти пораждат; въпросът дали даряването формира отделна „сфера на размяна“, която може да бъде характеризирана като „икономическа система“, и характера на социалните взаимоотношения, които размяната на дарове установява. В силно комерсиализирани общества идеологията на даряването се отличава от „престациите“, типични за непазарните общности.